# Fairer Vergleich
Der faire Vergleich ist eine statistische Methode, mit der zu vergleichende Daten aneinander angepasst werden. Die Methode des fairen Vergleichs ist üblicherweise der multivariaten Statistik zuzuordnen. Beim fairen Vergleich wird angenommen, dass sich die zu vergleichenden Daten aufgrund unterschiedlicher Einflussfaktoren einer direkten Gegenüberstellung entziehen.

## Beispiel
Angenommen, eine Bundesligamannschaft im Herrenfußball spielte gegen eine Kindermannschaft und der Spielstand nach 2 Halbzeiten sei 38:1, so kann daraus kaum eine Aussage getroffen werden, wie gut die Leistung der Kinder war, da der Vergleich mit den erwachsenen Gegnern aufgrund der überlegenen körperlichen Voraussetzungen ohne Wert wäre. Gäbe es nun einen Algorithmus, der das Torergebnis von 38:1 durch bestimmte Gewichtungsfaktoren in Abhängigkeit von Variablenunterschieden bei beiden Mannschaften ausgleichen könnte, so wäre eine faire Gegenüberstellung mit guter Aussagekraft möglich. Denkbar wäre es, das Lungenvolumen der erwachsenen Mannschaft und der Kindermannschaft jeweils zu summieren und daraus ein Verhältnis zu bilden, welches den Torstand analog beeinflusst. Dieses Verfahren würde sogar ermöglichen, dass die Kindermannschaft letztlich als Gewinner aus einem fairen Vergleich hervorgeht.
Für ein weiteres, jedoch reales, Beispiel zum fairen Vergleich siehe auch Segelflug-Indexliste.

## Der faire Vergleich im österreichischen Bildungssystem
Unter der Leitung des BMUKK in Wien ist die Österreichische Bundesregierung damit befasst, sog. Bildungsstandards mit Kompetenzmodellen im österreichischen Schulsystem zu implementieren. Diese Implementation entspricht einem gewandelten Verständnis von Schule, weg von den Lehrplänen (Input-Orientierung), hin zu Output-Orientierung, wonach Schule den Schüler(inne)n zu bestimmten Kompetenzen verhelfen soll.
Diese Kompetenzen werden im Rahmen der Bildungsstandardsüberprüfung (BIST) in Jahresabständen in den Klassenstufen 4 und 8 in vielen Schulformen Österreichs durch Tests operationalisiert. Die teilnehmenden Schulen können dabei z. B.
- städtische AHS mit vielen Migrant(inn)en und einem hohen Mädchenanteil sein
- ländliche AHS mit wenigen Menschen mit Migrationshintergrund und vielen Jungen.

Dabei dürfte auf der Hand liegen, dass geographische Lage, Ausländer(innen)quote und Geschlechterverteilungen – zumindest in einigen Fachrichtungen – einen bedeutsamen Effekt auf die Erwartungen haben muss, die man einer Schulklasse in Bezug auf ihr getestetes Kompetenzniveau entgegenbringt.
Im Rahmen der jährlich wiederkehrenden Standardüberprüfungen werden diese Variablen parallel zu der eigentlichen Testdurchführung erhoben und statistisch ausgewertet. Das Resultat ist z. B. im Rahmen der sog. Lehrer(innen)rückmeldung, die Teil der jährlichen Testauswertung ist, ein Erwartungsbereich (ausgedrückt im geschlossenen Intervall von 200 bis 800), in dem die Leistungs-Mittelwerte einer untersuchten Unterrichtsgruppe liegen sollten. So kann es möglich sein, dass dieses faire Vergleichsverfahren zu der Erkenntnis führen muss, dass eine Schule mit vielen hinderlichen Faktoren (z. B. hohe Migrantenquote, niedriger sozio-ökonomischer Status der Eltern) und einem Kennwert von 440 Punkten in einem bestimmten Kompetenzbereich (der Erwartungsbereich lag z. B. bei 400 – 420 Punkten) scheinbar pädagogisch solider gearbeitet hat als eine andere Schule, deren Schulklasse im selben Test-Abschnitt 550 Punkte erzielt, bei der aber der Erwartungsbereich auf 580–604 Punkte geschätzt wurde.